# Tito Orlandi
Tito Orlandi (* 18. Juni 1940 in Cremeno) ist ein italienischer Koptologe.

## Leben
Er studierte in Mailand bei Mario Untersteiner und Ignazio Cazzaniga. Von 1966 bis 1976 war er Forscher am Consiglio Nazionale delle Ricerche für Koptische Papyrologie. Seit 1969 war er Professor für Koptische Sprache und Literatur an der Philosophischen Fakultät der Universität La Sapienza und seit 1976 Inhaber des gleichen Lehrstuhls. 2010 wurde er emeritiert.
1991 wurde er korrespondierendes, 2008 ordentliches Mitglied der Accademia Nazionale dei Lincei.